# Fire & Fleet & Candlelight
Fire & Fleet & Candlelight è il quarto album di Buffy Sainte-Marie, pubblicato dalla Vanguard Records nel luglio del 1967. 

## Tracce
Lato A
1. The Seeds of Brotherhood – 1:24 (Buffy Sainte-Marie)
2. Summer Boy – 2:39 (Buffy Sainte-Marie)
3. The Circle Game – 2:51 (Joni Mitchell)
4. Lyke Wake Dirge – 3:42 (Tradizionale (parole) Benjamin Britten (musica))
5. Song to a Seagull – 3:15 (Joni Mitchell)
6. Doggett's Gap – 1:36 (Bascom Lamar Lunsford)
7. The Wedding Song – 2:12 (Buffy Sainte-Marie)

Lato B
1. 97 Men in This Here Town Would Give a Grand in Silver Just to Follow Me Down – 3:02 (Buffy Sainte-Marie)
2. Lord Randall – 3:27 (Brano tradizionale, arrangiamento di Buffy Sainte-Marie)
3. The Carousel – 2:30 (Buffy Sainte-Marie)
4. T'es pas un autre – 2:53 (Claude Gauthier, tradotta in inglese da Buffy Sainte-Marie)
5. Little Boy Dark Eyes – 1:35 (Buffy Sainte-Marie)
6. Reynardine - A Vampire Legend – 2:55 (Brano tradizionale, arrangiamento di Buffy Sainte-Marie)
7. Hey, Little Bird – 2:10 (Buffy Sainte-Marie)

## Musicisti
- Buffy Sainte-Marie - chitarra, scacciapensieri (mouth-bow), voce
- Bruce Langhorne - chitarra (brani: Doggett's Gap e 97 Men in This Here Town...)
- Peter Schickele - conduttore orchestra, arrangiamenti (brani: A2, A3, A4, B3, B4, B5 e B7)
- Monte Dunn - mandolino (brano: 97 Men in This Here Town...)
- Bob Siggins - banjo (brano: 97 Men in This Here Town...)
- Russ Savakus - basso (brano: 97 Men in This Here Town...)
- Al Rogers - batteria (brano: 97 Men in This Here Town...)[1][2]